# آبه نو ساداتو
آبه نو ساداتو (به ژاپنی: 安倍 貞任 Abe no Sadato)؛ 1019 – ۱۰۶۲) یک سامورایی از خاندان آبه در دوره هی‌آن اهل ژاپن بود. وی پسر آبه نو یوریتوکی، فرمانده کل قوای دفاع از شمال بود.
میناموتو نو یوری‌یوشی و پسرش میناموتو نو یوشی‌ایه به  ولایت موتسو در شمال ژاپن آمدند تا قدرت را از فرماندار ولایت به دولت ژاپن بازگردانند؛ به دلیل آنکه آبه نو یوریتوکی، پدر ساداتو، فراتر از جایگاه و موقعیتش عمل کرده بود. در نتیجه دو خاندان در حدود ۱۲ سال از ۱۰۵۱ تا ۱۰۶۳ یا تقریباً ۹ سال مداوم جنگیدند.